# Galve de Sorbe (kommunhuvudort)
Galve de Sorbe är en kommunhuvudort i Spanien.   Den ligger i provinsen Provincia de Guadalajara och regionen Kastilien-La Mancha, i den centrala delen av landet, 100 km norr om huvudstaden Madrid. Galve de Sorbe ligger 1 392 meter över havet och antalet invånare är 133.
Terrängen runt Galve de Sorbe är kuperad åt sydväst, men åt nordost är den platt.  Trakten runt Galve de Sorbe är nära nog obefolkad, med mindre än två invånare per kvadratkilometer. Närmaste större samhälle är Montejo de Tiermes, 16,9 km norr om Galve de Sorbe. I omgivningarna runt Galve de Sorbe växer i huvudsak barrskog.